# Jonny Brown
Jonny Jeffersone Brown Fajardo (n. 16 de enero de 1986) es un futbolista guatemalteco que juega como centro delantero. Actualmente milita en el Fútbol Club Heredia de la Liga Nacional de Guatemala.

## Trayectoria

### Inicios (2006-2009)
Antes de llegar al Deportivo Marquense, Jonny tuvo un breve paso por la Universidad de San Carlos en la División de ascenso, en donde fue goleador del club estudioso. Posteriormente pasó a formar parte del Heredia Jaguares, donde se consagró como goleador del equipo, anotando un total de 12 goles. Es por ello que fue tomando en cuenta por CSD Municipal equipo dueño de su pase, para regresar a sus filas. Lamentablemente no se terminó de adaptar y fue cedido a préstamo al Deportivo Marquense.

### Marquense (2009-2010)
A su llegada a San Marcos, Brown logra acoplarse rápidamente al juego del conjunto león. Prueba de ello es que consigue ser el tercer máximo goleador en el apertura del 2009, consiguiendo un total de 10 goles. Ya en el torneo Clausura 2010, Brown continúo siendo referente en ataque, anotando un total de 5 goles. Sin embargo, Deportivo Marquense quedó eliminado en la fase de clasificación. Para el torneo Apertura 2010, Brown siguió anotando goles importantes. Con los cuales ayudó a que su equipo terminara segundo en la clasifación general, y con ello clasificar automáticamente a las semifinales del torneo. Sin embargo, se toparon con el que a la postre sería el campeón del torneo Comunicaciones.

### Deportivo Mixco y regreso a Marquense(2011)
Luego de jugar tres torneos con el Deportivo Marquense, Brown decidió cambiar de equipo. Siendo su destino el conjunto del Deportivo Mixco. Luego de jugar un par de partidos con su nuevo equipo, Brown sale fuertemente lesionado. El Jueves 17 de marzo fue operado debido a un problema de ligamentos cruzados, por lo cual se perderá el resto del torneo.
Luego de pasar lesionado todo el torneo apertura, Jonny Brown decidió regresar al Deportivo Marquense para jugar el torneo clausura. Se espera que este completamente recuperando al inicio de dicho torneo.

## Selecciones Nacionales

### Selección Preolímpica
Jonny fue un pilar para la selección preolímpica de Guatemala, la cual se quedó a unos pasos de clasificar a las olimpiadas en Pekín. Guatemala no pudo clasificar ya que perdió en semifinales ante Honduras. El entrenador Rodrigo Kenton fue duramente criticado por la prensa guatemalteca, ya que no le dio muchos minutos de juego a Brown, en aquel partido. Brown ingreso a los últimos minutos del partido, y convirtió en la tanda de penales. La cual terminaría 6-5 a favor del combinado catracho.

### Selección mayor
Fue Ramón Maradiaga, quien lo convoca por primera vez a la selección mayor de Guatemala, para las eliminatorias mundialistas hacia Sudáfrica 2010. Sin embargo, a pesar del buen momento que estaba viviendo Brown en la liga nacional, Madariaga no le dio entrada al campo.
La revancha le llegaría después, ya que el técnico interino Antonio García, quien tomaría el puesto de Madariaga después de su segundo fracaso al frente del combinado bicolor, lo convoca para un partido de carácter amistoso ante su similar de Venezuela. Partido en el cual, Guatemala pierde 2-1. Jonny Brown fue titular, siendo sustituido al minuto 63 por Jairo Arreola.
Fue hasta el 3 de marzo de 2010, cuando se estrenaría como goleador en la selección mayor. Fue ante El Salvador, en un partido de carácter amistoso realizado en el Coliseo de Los Ángeles. Al minuto 84 surgió Jonny Brown, que había entrado en la segunda parte, para conseguir el 2-0 a favor de Guatemala, anotación que le abría el camino definitivo del triunfo al cuadro guatemalteco. Dicho partido terminó con un marcador de 2-1 a favor del conjunto Chapín.
El 9 de octubre de 2010, Brown volvió a formar parte de la selección mayor de Guatemala. Esta vez, en un partido homenaje a Juan Carlos Plata, contra la selección mayor de Belice. El partido concluyó con un marcado de 4-2 a favor de Guatemala. Jonny Brown, hizo la apertura en el marcador, al minuto 20 de juego de la primera mitad. Fue el primer partido de Brown, en la era de Ever Hugo Almeida como entrenador del combinado chapín.

### Goles con selección mayor
| # | Fecha     | Lugar                       | Rival       | Resultado | Competición |
| - | --------- | --------------------------- | ----------- | --------- | ----------- |
| 1 | 3-03-2010 | Los Ángeles, Estados Unidos | El Salvador | 2-1       | Amistoso    |
| 2 | 9-10-2010 | Petén, Guatemala            | Belice      | 4-2       | Amistoso    |

## Clubes
| Club                              | País      | Año             |
| --------------------------------- | --------- | --------------- |
| Universidad de San Carlos         | Guatemala | 2006 - 2007     |
| Heredia Jaguares                  | Guatemala | 2007 - 2008     |
| Club Social y Deportivo Municipal | Guatemala | 2009 - 2009     |
| Deportivo Marquense               | Guatemala | 2009 - 2010     |
| Deportivo Mixco                   | Guatemala | 2011            |
| Deportivo Marquense               | Guatemala | 2011 - 2012     |
| Deportivo Petapa                  | Guatemala | 2013            |
| Deportivo Marquense               | Guatemala | 2013 - 2015     |
| Xelajú Mario Camposeco            | Guatemala | 2015            |
| Deportivo San Pedro               | Guatemala | 2016            |
| Universidad SC                    | Guatemala | 2016 - Presente |

- Datos: Q5934122